# Herbert Crowther
Herbert Crowther (Dewsbury, West Yorkshire, 28 d'octubre de 1882 – Burley in Wharfedale, 13 d'octubre de 1916) va ser un ciclista anglès, que va prendre part en els Jocs Intercalats i als Jocs Olímpics de 1908.
Va guanyar dues medalles de plata a les proves de contrarellotge i de cinc quilòmetres dels Jocs Intercalats a Atenes, i ambdues va quedar per darrere de l'italià Francesco Verri.